# Trichoplusia sestertia
Trichoplusia sestertia là một loài bướm đêm trong họ Noctuidae.